# Patient
En patient (latin patiens, lidende) er et menneske eller et dyr, der er under behandling eller i gang med udredning. Betegnelsen bruges i forskellig sammenhæng: en patient behandles på et hospital eller dyrehospital eller i privat praksis af en læge, tandlæge, dyrlæge, psykolog eller andre.
Ordet associeres med sygdom, men der er flere kategorier, der falder inden for sundhedsvæsenets rammer, som ikke kaldes patienter. Således fx beboere på plejehjem og borgere eller klienter i hjemmeplejen, der principielt ikke er syge og derfor ikke stigmatiseres med betegnelsen patient. Tilsvarende bruger psykologer, der arbejder uden for hospitalssektoren, ofte betegnelsen klient i stedet for patient. Modsat betegnes fødende kvinder som patienter, selv om de ikke er syge. 
Patienter, der lider af eller har gennemlevet alvorlige eller livsændrende sygdomme eller handicap, kan mødes i patientforeninger og finde støtte af lidelsesfæller, der har baggrund for at forstå deres situation.
Sygeplejeteoretikeren Joyce Travelbee byder på et alternativt syn på patientrollen, idet hun anskuer samspillet mellem plejepersonale og den syge som en mellemmenneskelig relation, i hvilken to mennesker mødes som ligeværdige, om end med forskellige roller. Således anvender hun ikke begrebet patient, som hun mener gør den syge til et objekt, ikke et menneske. 
| Sygepleje | Spire Denne artikel om sygepleje er en spire som bør udbygges. Du er velkommen til at hjælpe Wikipedia ved at udvide den. |